# بوفيديلز (جبال الأنديز)

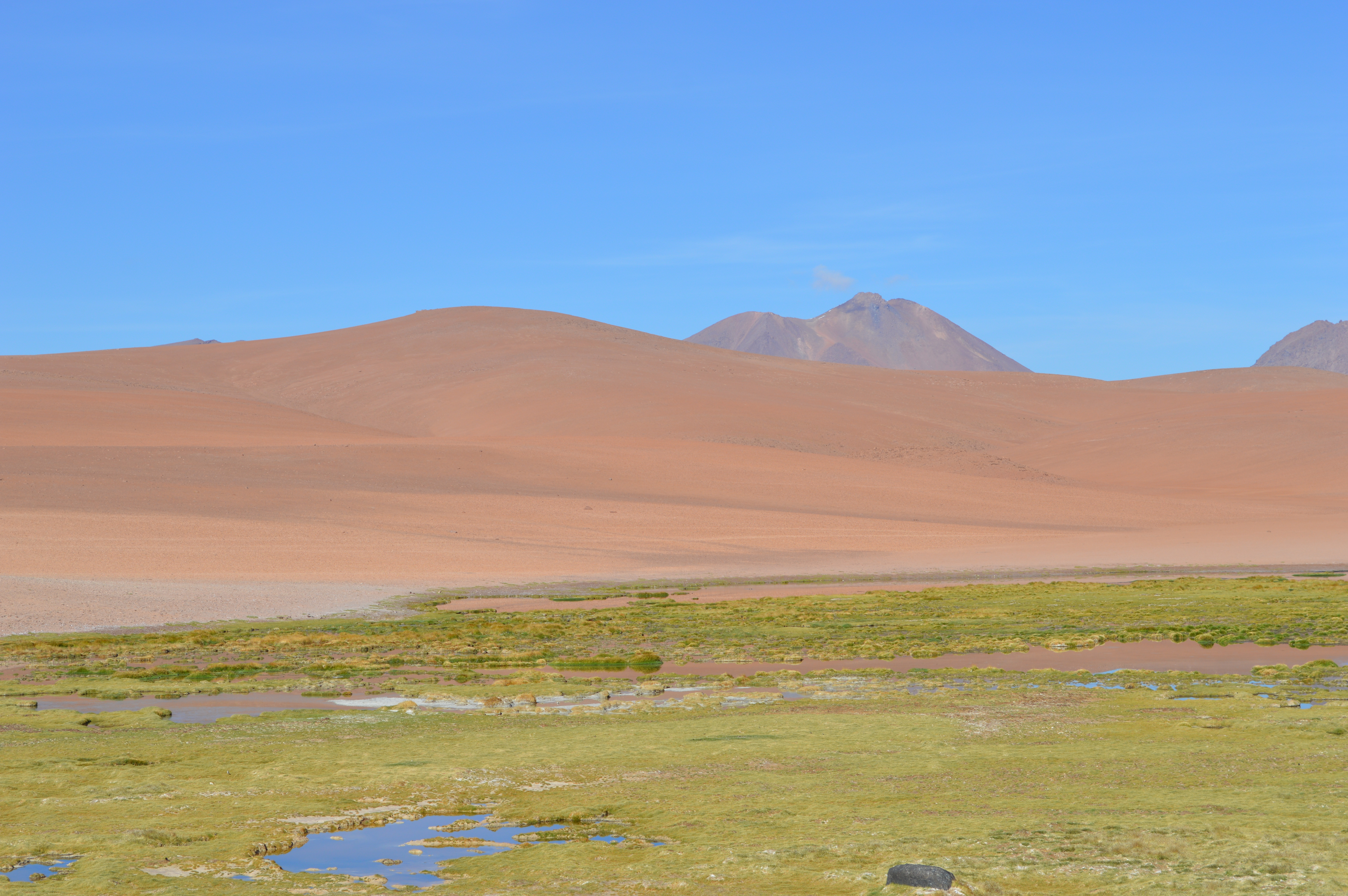
كيبياكو في صحراء أتاكاما في تشيلي

هي نوع من الأراضي الرطبة الموجودة في جبال الأنديز، وهي سمة من سمات استخدام الأراضي وبيئة النظم البيئية في جبال الأنديز المرتفعة. وتتشكل في مناطق مسطحة حول البرك أو الجداول وقد تكون دائمة أو موسمية، ويمكن أن تكون من صنع الإنسان أو طبيعية. ترتبط نباتات بوفيديلز بالمواد العضوية الموجودة في التربة وغالبًا ما يتناقض لونها الأخضر مع لون المناظر الطبيعية المحيطة الأكثر جفافاً.
عُثر عليها على ارتفاعات تتجاوز 3,800 متر (12,500 قدم). تمتص بوفيديلز كمية من المياه المشتقة من الثلوج والمياه الذائبة والأنهار الجليدية والأمطار التي تخزنها في الأرض، وتوجد العديد من الحيوانات بما في ذلك الطيور والثدييات واللافقاريات في البوفيدال تُستخدم من قِبل البشر الذين أنشؤوا مثل هذه الأراضي الرطبة الجديدة من خلال الري، ولكن الأنشطة البشرية يمكن أن تشكل أيضًا تهديدًا لهذه النظم البيئية.

## معرض الصور

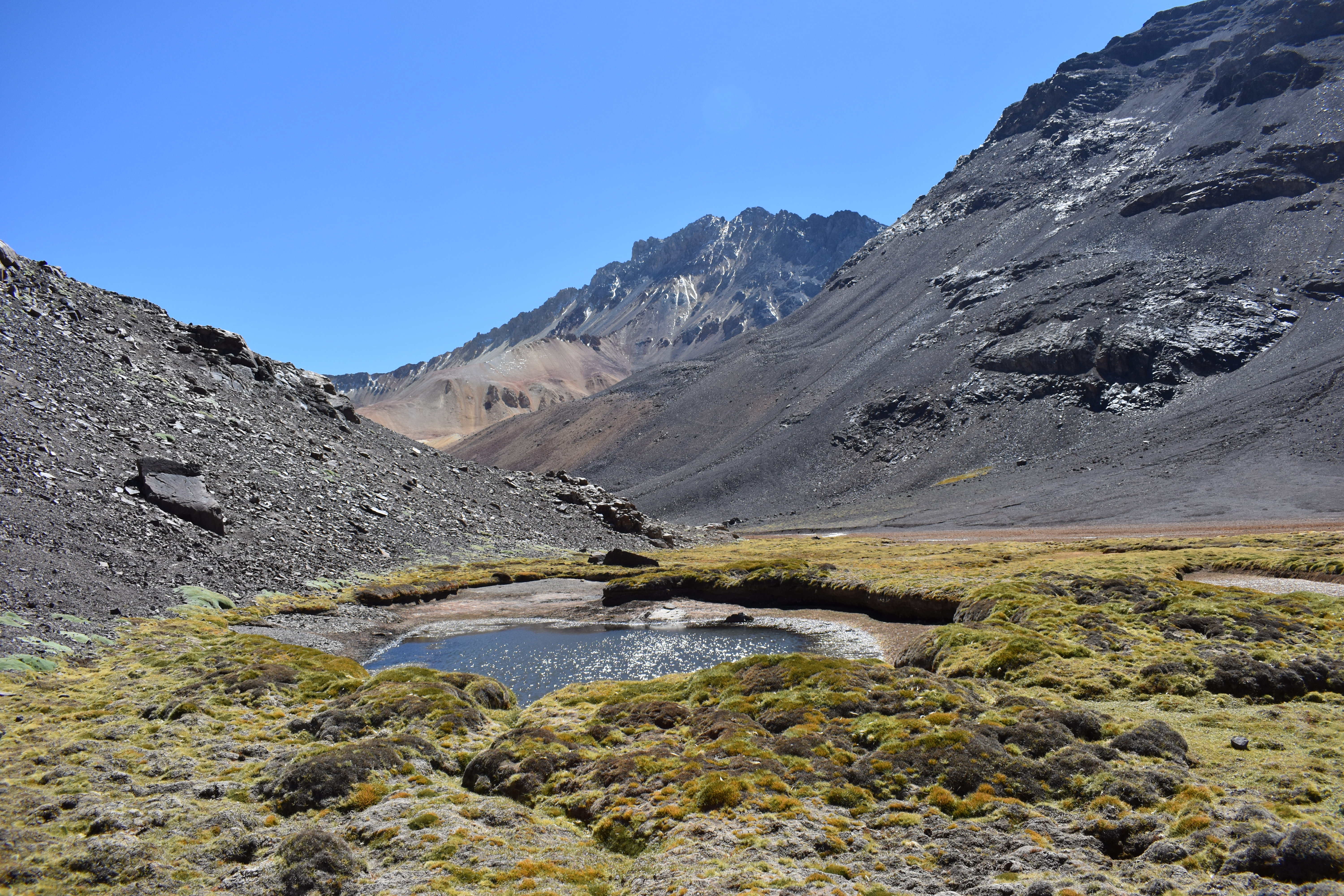
منظر طبيعي مثل بوفيدال في وسط تشيلي
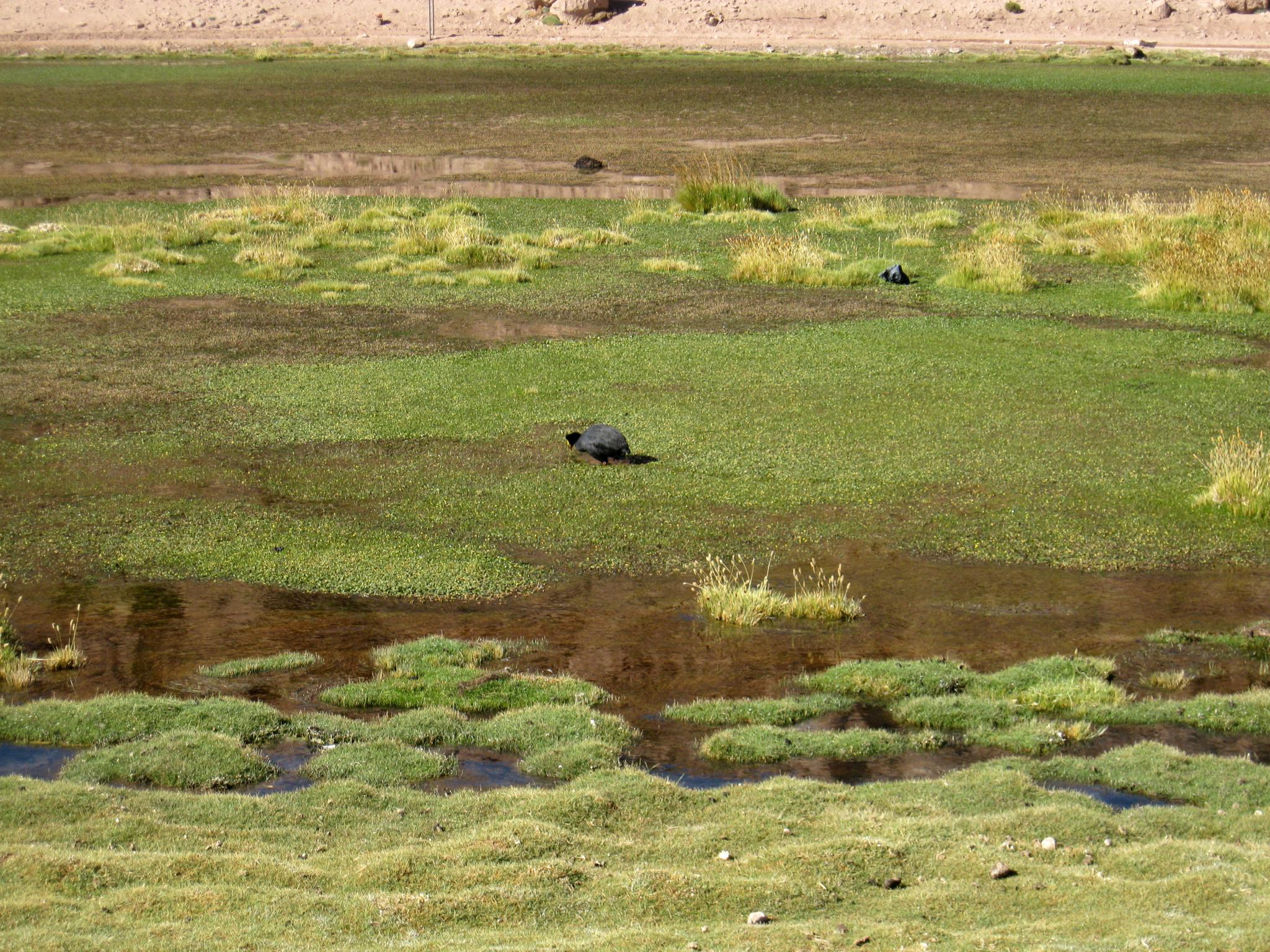
نهر بوتانا بوفيدال مع الطيور
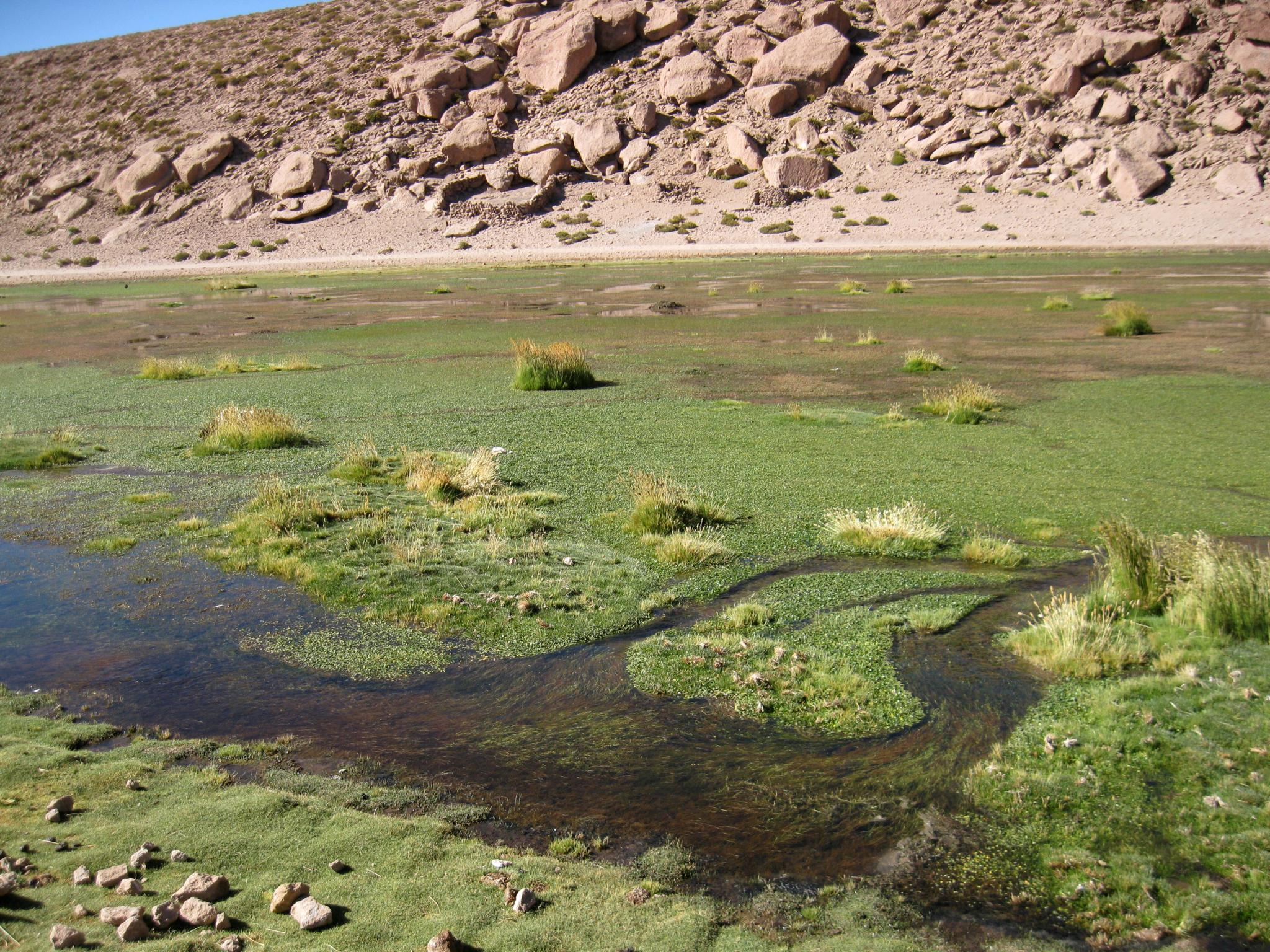
نهر بوتانا بوفيدال
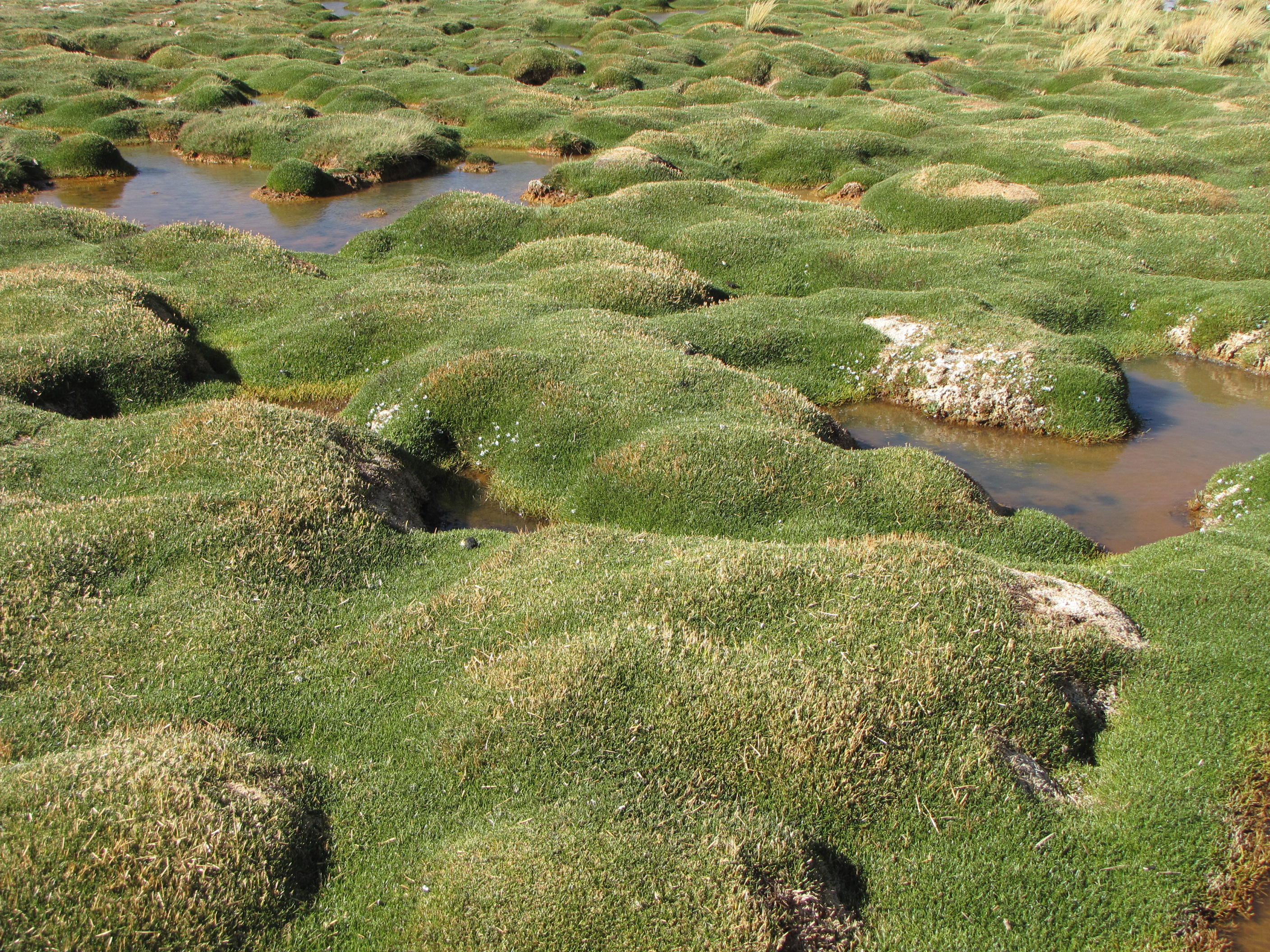
لاجونا سانتا ماريا بوفيدال